# Cabanillas
Cabanillas település Spanyolországban, Navarra autonóm közösségben. Cabanillas Tudela, Bardenas Reales, Fustiñana, Ribaforada és Fontellas községekkel határos. Lakosainak száma 1376 fő (2024).

## Népesség
A település népessége az elmúlt években az alábbi módon változott:
| Lakosok száma | 1518 | 1608 | 1495 | 1483 | 1490 | 1429 | 1366 | 1357 | 1370 | 1376 |
|               | 2001 | 2004 | 2007 | 2009 | 2012 | 2014 | 2017 | 2019 | 2022 | 2024 |